# Стрелки настоящие
Стре́лки настоящие (лат. Coenagrion) — род стрекоз семейства стрелок (Coenagrionidae). Встречается в Северной Америке, Евразии и Северной Африке.

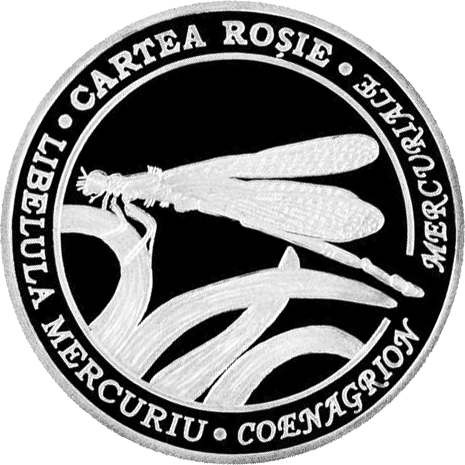
Стрелка южная на памятной монете Молдовы

## Описание
На затылке два светлых пятна клиновидной формы. Переднеспинка сзади треугольная или трёхлопастная. У личинок жаберные пластинки прозрачные или матовые (но не затемнённые). Некоторые виды стали редкими и включены в Красные книги. Например, стрелка южная включена в Международную Красную книгу МСОП, а также охраняется в регионах (Великобритания, Молдова), а её изображение в 2013 году было включено в серию «Красная книга» памятных монет Молдовы, которые изготавливались из серебра 999 пробы (диаметр 30 мм).

## Классификация
Более 40 видов. В России более 20 видов. Список видов:
- Coenagrion aculeatum Yu & Bu, 2007
- Coenagrion adelais Fourcroy, 1785
- Coenagrion amurense (Bartenev, 1956)
- Coenagrion antiquum Belyshev, 1955
- Coenagrion armatum (Charpentier, 1840)[9][10]
- Coenagrion angulatum Walker, 1912[11]
- Coenagrion australocaspicum Dumont & Heidari, 1996
- Coenagrion bartenevi Belyshev, 1955
- Coenagrion bifurcatum Zhu & Ou-yan 2000
  - признан младшим синонимом вида Coenagrion johanssoni[5]
- Coenagrion brevicauda Bartenev, 1956
- Coenagrion caerulescens (Fonscolombe, 1838)[10]
- Coenagrion castellani Roberts, 1948
- Coenagrion chusanicum Navás, 1933
  - признан младшим синонимом вида Paracercion hieroglyphicum[5]
- Coenagrion dorothaea Fourcroy, 1785
  - получил новое именование как Paracercion hieroglyphicum[5]
- Coenagrion ecornutum (Selys, 1872)
- Coenagrion exornatum (Selys, 1872)
- Coenagrion glaciale (Selys, 1872)
- Coenagrion hastulatum Charpentier, 1825[9][10]
- Coenagrion holdereri (Förster, 1900)
- Coenagrion hylas (Trybom, 1889)[10]
- Coenagrion intermedium Lohmann, 1990[10]
- Coenagrion interrogatum (Hagen in Selys, 1876)[11]
- Coenagrion johanssoni (Wallengren, 1894)[10]
- Coenagrion kashmirum Chowdhary & Das, 1975
- Coenagrion lanceolatum (Selys, 1872)
- Coenagrion lehmanni Kolenati, 1856
- Coenagrion lunulatum (Charpentier, 1840)[9][10]
- Coenagrion lyelli (Tillyard, 1913)
- Coenagrion melanoproctum (Selys, 1876)
- Coenagrion mercuriale (Charpentier, 1840)[9][10]
- Coenagrion ornatum (Selys, 1850)[10]
- Coenagrion persicum Lohmann, 1993
- Coenagrion ponticum (Bartenef, 1929)
- Coenagrion puella (Linnaeus, 1758)typus[9]
- Coenagrion pulchellum (Van der Linden, 1823)[9]
- Coenagrion pygmaea Navás, 1919
- Coenagrion resolutum (Hagen in Selys, 1876)[11]
- Coenagrion scitulum (Rambur, 1842)[9][12]
- Coenagrion simillimum Bartenev, 1911
- Coenagrion sophia Fourcroy, 1785
- Coenagrion striatum Bartenev, 1956
- Coenagrion syriacum (Morton, 1924)
- Coenagrion tengchongensis Yu & Bu, 2007
- Coenagrion terue (Asahina, 1949)
- Coenagrion tugur (Bartenev, 1956)
- Coenagrion vanbrinkae Lohmann, 1993